# Notoplax kaasi
Notoplax kaasi is een keverslakkensoort uit de familie van de Acanthochitonidae. De wetenschappelijke naam van de soort is voor het eerst geldig gepubliceerd in 1990 door Hong, Dell'Angelo & Van Belle. De soort is vernoemd naar de Nederlandse onderwijzer en bioloog Pieter Kaas.